# Konstantin Firsanov
Konstantin Firsanov (russisch Константин Александрович Фирсанов/Konstantin Alexandrowitsch Firsanow; * 24. Januar 1982 in Swerdlowsk, Russische SFSR) ist ein deutsch-russischer Eishockeyspieler, der seit 2016 bei der  EG Diez-Limburg in der Eishockey-Regionalliga unter Vertrag steht.

## Karriere
Konstantin Firsanov begann seine Karriere in der Saison 2000/01 bei Dinamo-Energija Jekaterinburg in der russischen Superliga. Zur Saison 2002/03 begann sein Gastspiel in Deutschland, bei dem er zunächst für den SC Riessersee und die nächsten zwei Jahre für die Nürnberg Ice Tigers in der DEL spielte. Nach einem weiteren Jahr bei den Augsburger Panther wechselte Firsanov 2005 zu den Grizzly Adams Wolfsburg in die 2. Bundesliga. Die folgenden Spielzeiten verbrachte er bei den Fischtown Pinguins sowie den Heilbronner Falken.
Ab der Saison 2007/08 stürmte Firsanov für den ETC Crimmitschau. Im Januar 2009 verließ er den Verein, als er von den SERC Wild Wings verpflichtet wurde. Im September 2009 wechselte er erneut den Verein und unterschrieb einen Vertrag beim HK Jesenice, für den er vier Spiele in der EBEL absolvierte. Mitte Oktober desselben Jahres wurde sein Vertrag mit dem HK Jesenice aufgelöst. Die Spielzeit beendete er schließlich beim deutschen Zweitligisten Starbulls Rosenheim. In der Saison 2010/11 spielte er für die Dresdner Eislöwen und seinen Ex-Verein, den Fischtown Pinguins, in der 2. Eishockey-Bundesliga. Danach folgten unter anderem Engagements bei den Fischtown Pinguins, den Ratinger Ice Aliens, den Roten Teufeln Bad Nauheim und dem EHC Freiburg. Am 18. November 2013 wurde ein Wechsel zum Königsborner JEC bekanntgegeben, nachdem er bereits an den Try-Outs des Klubs und an einem Turnier in den Niederlanden teilnahm; davor war Firsanov vereinslos. Das Gastspiel in Königsborn war allerdings nur von kurzer Dauer, denn bereits im Dezember 2013 schloss er sich dem ESV Kaufbeuren aus der DEL2 an.

## Karrierestatistik
Gesamtstatistik pro Saison, bestehend aus Hauptrunde, Play-Offs oder Play-downs
(Legende zur Spielerstatistik: Sp oder GP = absolvierte Spiele; T oder G = erzielte Tore; V oder A = erzielte Assists; Pkt oder Pts = erzielte Scorerpunkte; SM oder PIM = erhaltene Strafminuten; +/− = Plus/Minus-Bilanz; PP = erzielte Überzahltore; SH = erzielte Unterzahltore; GW = erzielte Siegtore; 1 Play-downs/Relegation; Kursiv: Statistik nicht vollständig)